# Mário Figueira Fernandes
Mário Figueira Fernandes (oroszul: Марио Фигейра Фернандес; São Caetano do Sul, 1990. szeptember 19. –) brazil születésű orosz válogatott labdarúgó.

## Pályafutása

### Klubcsapatban
2009 és 2012 között volt a brazil Grêmio játékosa. 2012. április 15-én 15 millió euróért leigazolta őt az orosz CSZKA Moszkva. Július 21-én mutatkozott be az FK Rosztov ellen 1–0-ra megnyert bajnoki mérkőzésen. 2017. június 29-én meghosszabbította szerződését 2022 nyaráig.
2022. december 11-én a CSZKA bejelentette, hogy Fernandes úgy döntött, hogy Brazíliában folytatja karrierjét. 2022. december 13-án az Internacional bejelentette leigazolását. 2023. július 17-én egy évre szóló szerződést írt alá a Zenyit Szankt-Petyerburggal, egy további évre szóló opcióval. 2024. július 24-én  közös megegyezéssel távozott a Zenyittől.

### A válogatottban

#### Brazília
2011-ben a Superclásico de las Américasba behívták, ez egy labdarúgókupa Argentína és Brazília válogatottjai között. 2014. október 14-én Japán ellen mutatkozott be a brazil válogatottban.

#### Oroszország
2016 nyarán megkapta az orosz állampolgárságot. 2017. március 24-én a kispadon kapott lehetőséget az Elefántcsontpart elleni felkészülési mérkőzésen. Október 7-én mutatkozott be a válogatottban Dél-Korea elleni felkészülési találkozón. Bekerült a hazai rendezésű 2018-as labdarúgó-világbajnokságon részt vevő orosz keretbe.

## Statisztika
| Válogatott  | Szezon   | Mérk. | Gól |
| ----------- | -------- | ----- | --- |
| Brazília    | 2014     | 1     | 0   |
| Összesen    | Összesen | 1     | 0   |
| Oroszország | 2017     | 3     | 0   |
| Oroszország | 2018     | 11    | 1   |
| Oroszország | 2019     | 8     | 1   |
| Oroszország | 2020     | 3     | 1   |
| Oroszország | 2021     | 8     | 2   |
| Összesen    | Összesen | 33    | 5   |

## Sikerei, díjai
- Grêmio
  - Rio Grande do Sul állami bajnokság: 2010

- CSZKA Moszkva
  - Orosz bajnok: 2012–13, 2013–14, 2015–16
  - Orosz kupa: 2012–13
  - Orosz szuperkupa: 2014, 2018

- Zenyit Szankt-Petyerburg
  - Orosz bajnok: 2023–24
  - Orosz kupa: 2023–24